# 笔管草
笔管草（学名：Equisetum ramosissimum sp. debile）为木贼科木贼属下的一个亚种，又名纖弱木賊。

## 纖弱木賊之中醫藥療用
全草皆入藥，味甘、微苦、性平，能清熱利尿、清肝明目。